# 七経輪転講読
七経輪転講読（しちけいりんてんこうどく）とは、釈奠の際に行われた儒教の七経と呼ばれる経典を毎回1つずつ順番に講義・論議を行う儀式のこと。平安時代から中世の日本の朝廷にて行われた独自の儀式である。

## 概要
釈奠は儒教の本国と言える中国は勿論のこと、朝鮮半島や日本などこれを受容した国々で広く行われた孔子などを祀る祭祀であった。また、釈奠の際に儒教の経典、特に七経に関する講義や論議はしばしば行われていた。だが、この七経輪転講読は日本にしかその存在を確認できず、日本独自の儀式であったと考えられている。釈奠の会場であった大学寮の廟堂において、釈奠における祭祀の中核と呼ぶべき儀式である饋享（ききょう）の後に続けて行われた。本来は饋享の後、寮饗（大学寮内で行われる饗宴）の前に行われていたが、12世紀初期に記された『江家次第』では講読と寮饗の順序が入れ替わっている。
この記事に関する文献的記録は10世紀に書かれた『西宮記』が最古のものであるが、六国史などの記録から少なくても承和5年（838年）にはこの儀式が成立していた可能性がある。特に六国史最後の『日本三代実録』の対象時期には災害や凶事などによって釈奠そのものが中止にされない限り、毎年春と秋の釈奠の儀式の際に七経を順番に講義して3年半で一巡するという七経輪転講読が確立されていたことが『三代実録』や『菅家文章』などから判明する。七経輪転講読は『孝経』『礼記』『毛詩』『尚書』『論語』『周易』『左伝』の順で講読が行われていた。これは、中国伝統の七経の配列方法である『易』『書』『詩』『礼』（『楽』）『春秋』『論語』『孝経』（『漢書』芸文志・『隋書』経籍志）の配列や学令に規定された九経の配列方法である『周易』『尚書』（『周礼』『儀礼』）『礼記』『毛詩』『左氏』『孝経』『論語』とも異なっている。これは儒教における基本的な経典（『学令』において学生が特に学ぶべきもの）とされた『論語』『孝経』を連続にしないなどの配慮があったと考えられるが、その理由については明確ではない。
日本の朝廷における釈奠は安元の大火以後に衰退し、応仁の乱に至って完全に中絶したとするのが通説であり、応仁の乱の直前の時期に書かれた『公事根源』にも詳しい記述が残されていることから、形骸化しつつもこの時期までは行われていた可能性が高い。